# Bady Bassitt
Bady Bassitt es un municipio brasilero del estado de São Paulo. Se localiza a una latitud 20º55'05" Sur y a una longitud 49º26'43" Oeste, estando a una altitud de 510 metros. La ciudad tiene una población de 14.603 habitantes (IBGE/2010) y área de 108,5 km².
Bady Bassitt se localiza en el norte del estado, a 7 km de São José do Río Preto.

## Historia
El poblado fue fundado el 13 de febrero de 1914, por Silva y el Distrito de Paz fue creado en 1926, por la ley 2.171, del 27 de diciembre de 1926. La Villa de Borboleta fue elevada a patrimonio del distrito de São José do Río Preto por la ley 2171, del 12 de diciembre de 1926.
La creación del municipio de Borboleta se dio en 1959, por la ley 5285, del 18 de febrero de 1959. Y, el primer prefecto fue Juán Matheus Teles de Menezes. Por la ley 8050, de 1963, el alteró el nombre de Borboleta a Bady Bassitt, en homenaje al diputado estatal de São José del Río Preto. La ley municipal del 25 de abril de 1974, reconoció oficialmente Antonio Manuel da Silva como fundador del municipio.

### Demografía
Datos del Censo - 2010
Población Total: 14.603
- Urbana: 13.659

Densidad demográfica (hab./km²): 134,54
Mortalidad infantil hasta 1 año (por mil): 11,83
Expectativa de vida (años): 73,53
Tasa de fertilidad (hijos por mujer): 1,92
Tasa de Alfabetización: 93,66%
Índice de Desarrollo Humano (IDH-M): 0,812
- IDH-M Salario: 0,732
- IDH-M Longevidad: 0,809
- IDH-M Educación: 0,895

(Fuente: IPEADATA)
Población Total: 14.605

### Hidrografía
Varios ríos cortan la ciudad, Río Borá, Río de los Macacos y el principal es el Río Borboleta.

### Carreteras
- BR-153 (Transbrasiliana)
- SP-310 en São José do Río Preto, a 7 km
- SP-355 (Maurício Goulart)

## Administración
- Prefecto: Edmur Pradela (2008/2012)
- Viceprefecto: Luiz Antonio Tobardini

## Iglesia Católica
La parroquia de São Sebastião pertenece a la Diócesis de São José do Río Preto.